# 矢田部達郎
矢田部達郎（やたべ　たつろう、1893年10月24日 - 1958年3月24日）は、日本の心理学者、京都大学名誉教授。
YG性格検査（矢田部・ギルフォード性格検査）を考案した。矢田部良吉の子。

## 略歴
- 1893年 - 矢田部良吉の四男として東京に生まれる。
- 1906年 - 東京高等師範学校附属小学校（現・筑波大学附属小学校）卒業
- 1911年 - 東京高等師範学校附属中学校（現・筑波大学附属中学校・高等学校）卒業
- 第一高等学校を経て、東京帝国大学文学部卒。ソルボンヌ大学留学後、九州帝国大学助教授。
- 1933年4月、東中洲の遊興街の待合に学生を連れて行った行為が問題となり[1]、山尾時三（九州帝大商法講座担当教授）とともに辞表を提出[2]。「帝大教授、助教授でエロ行為が直接原因となって辞職を迫られたのは稀な事といはれてゐる」と報じられた[2]。
- 1944年 - 「意志心理学史」で九大文学博士、京都帝国大学教授
- 1957年 - 定年退官、早稲田大学教授。

## 家族
- 父方祖父・矢田部卿雲 - 蘭学者。反射炉の築造で著名な韮山代官・江川英龍に重用された[3]。
- 父・矢田部良吉 - 植物学者
- 母・順 - 大審院判事・柳田直平の娘。柳田国男の妻の姉。男爵安東貞美の姪。夫・良吉の後妻。
- 弟・矢田部勁吉 - 音楽家
- 長男・順吉 - 大東文化大学教授。心理学。

## 叙勲
- 1958年 勲二等瑞宝章[4]

## 著書
- 『意志心理学史』 培風館 1942
- 『言葉と心 心理学の諸問題』 盈科舎 1944
- 『動物の思考』 盈科舎 1945
- 『思考心理学 第1 概念と意味』 培風館, 1948
- 『思考心理学史 思考研究史』 培風館 1948
- 『児童の言語』 比叡書房 1949 (現代児童心理学)
- 『思考心理学 2 関係と推理』 培風館 1949.5
- 『心理学序説』 創元社 1950 (心理学全書)
- 『思考心理学 第3 動物の思考』 培風館 1953
- 『思考心理学 第4 比較と抽象』 培風館 1959
- 『心理学の課題』 東京創元社 1959

## 翻訳
- 『イタリア古典期美術 様式論』 ウェルフリン 岩波書店 1929 (美術叢書)
- 『象徴形式の哲学 第1-3』 カッシラア 培風館 1941
- 『ウェルナア精神の発達』 培風館 1943
- 『心理学史』 ホワァド・ワレン　創元社 1951
- 『生産的思考 M.ウェルトハイマー 1952 (岩波現代叢書)
- 感情心理学史』 ガーディナー,メトカーフ,ビーブ・センター 秋重義治共訳 理想社 1964

## 論文
- 「クリスチアンゼン：認識論と認識の心理学」 『哲学雑誌』 第35巻 398号 1920
- 「ピエロン『痛み』といふこと」 『心理学研究』 第1巻 1輯 1926
- 「心理学史から」 『心理学研究』 第2巻 2輯 1927
- 「日本語アクセント理論に関する一貢献」 第2巻 3輯 1927
- 「複合心理学と形態心理学」 『岩波講座教育科学・第2冊』 岩波書店 1931
- 「学習に於ける禁止と促進の問題」 『九州帝国大学法文学部十周年記念哲学史学文学論文集』 1937
- 「視的大きさの比較に於ける刺激提示場所の意義について」 『速水博士還暦記念・心理学哲学論文集』 岩波書店 1937
- 「抽象作用に関する心理学的知見」 『九州帝国大学哲学年報』 1942
- 「操作主義批判」 『心理学研究』 第18巻 3・4 合輯 1943
- 「思考の心理学的意義」 『哲学研究』 第30巻 4冊 1946
- 「知性の法則 (デッサン) 」 『哲学研究』 第30巻 6冊 1946
- 「国語、国字の問題」 『国語・国文』 第15巻 3・4号 1946
- 「心理学の在り方」 『心理』 第1巻 1冊 1947
- 「ケーラア『事実の世界における価値の位置』について」 『心理』 第1巻 3冊 1948
- 「語音象徴について」 『心理』 第1巻 4冊 1948
- 「大脳と精神」 『脳研究』 第5号 1949
- 共著 「性格自己診断検査の作成」 『京都大学文学部紀要』 第3巻 1954
- 「大学の現状をどう打破するか-新教育制度の混乱を衝く」 『中央公論』 昭和30年 3月号 1955
- 「学習について」 『哲学研究』 第38巻 7冊 1956
- 「人間の言語行動」 『京都大学文学部50周年記念論集』 1956
- 「心理テストについて」 『哲学研究』 第39巻 5冊 1957
- 「科学論からみたテストの意義 (講演)」 『心理学評論』 第2巻 2号 1958

## 参考
- 日本人名大辞典
- 『日本心理学者事典』クレス出版、2003年。ISBN 4-87733-171-9。